# Старе місто (Хмельницький)
Старе́ мі́сто, Це́нтр (Хмельницького) — центральна, у тому числі історична частина міста Хмельницького. Також іноді виділяють історичну місцевість «Старе місто». Центр розташований на північ від залізничної дуги, яка огинає центр міста.
Одними з головних вулиць є Проскурівська, Подільська та Кам'янецька.
Із центром міста пов'язана передовсім історія польського та єврейського населення, яка мешкало тут у XVIII-XX столітті. 8 липня 1941 року місто окупували німецькі війська. 1 вересня 1941 року Проскурів став адміністративним центром однойменної округи у складі генеральної округи Волинь-Поділля. Разом з тим протягом окупації в місті активно діяв рух Опору. 14 грудня 1941 року в місті було створено Проскурівське гетто. До нього входили єврейські райони міста, що були обгороджені колючим дротом: від Південного Бугу по вулиці Кам'янецькій до вулиці Подільської і по ній до вулиці Проскурівського підпілля та до Південного Бугу. На сьогодні це  центральна частина міста.
Тут річка Плоска впадає у Південний Буг і розташований Острів кохання. У південній частині центру розміщений пасажирський зупинний пункт «Кам'янецький Переїзд».

### Парки та сквери
- Парк імені Івана Франка
- Сквер імені Тараса Шевченка
- Сквер біля обласної філармонії
- Сквер біля Ангела Скорботи
- Зелена зона вздовж річки Південний Буг